# Kumba musorstom
Kumba musorstom es una especie de pez de la familia Macrouridae en el orden de los Gadiformes.

## Hábitat
Es un pez de aguas profundas que vive entre 1.098-1.480 m de profundidad.

## Distribución geográfica
Se encuentra al suroeste del Pacífico.